# Protozuch

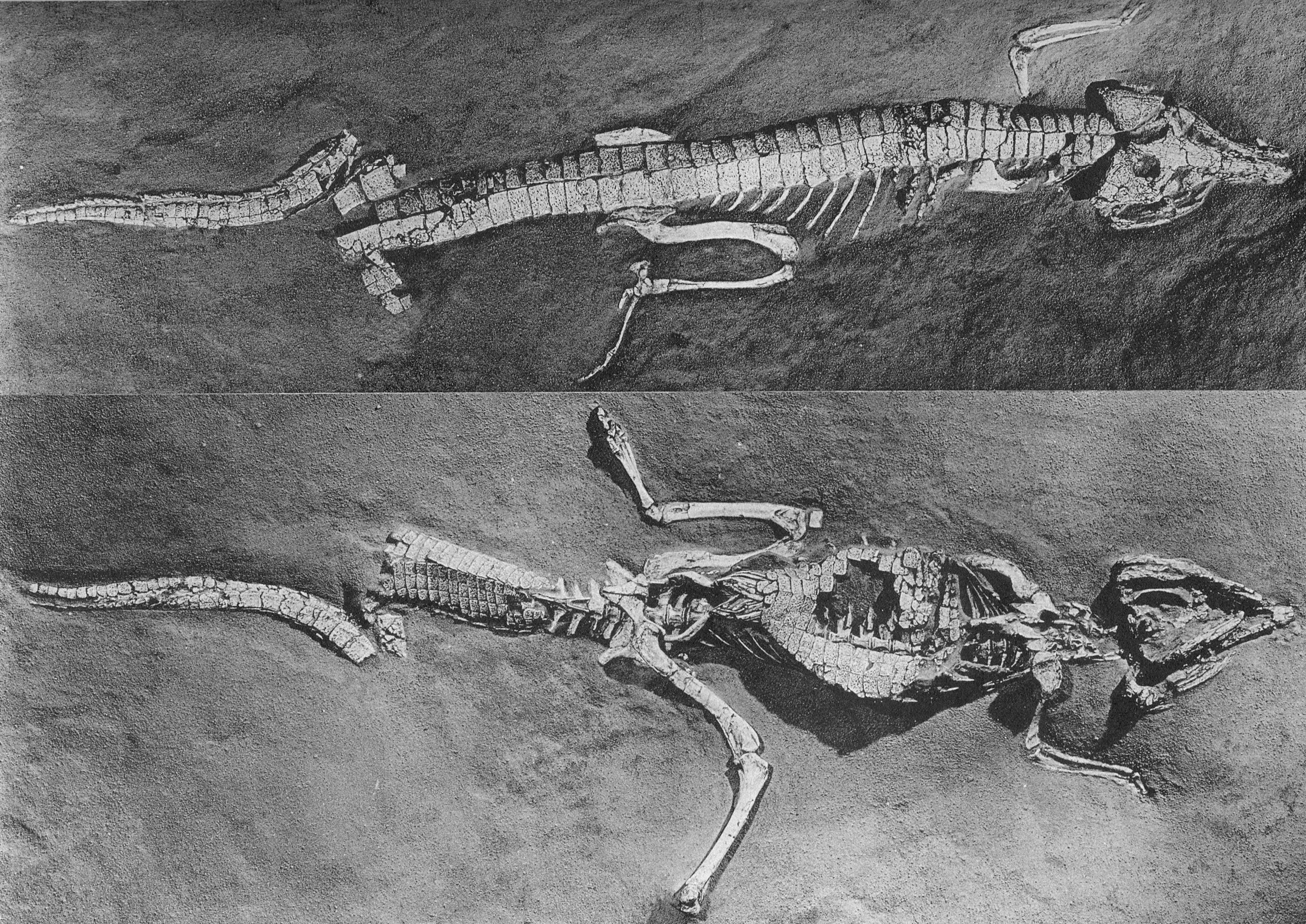
Szkielet Protosuchus richardsoni

Protozuch (Protosuchus) – rodzaj prymitywnego wczesnojurajskiego krokodylomorfa z grupy Protosuchia i rodziny Protosuchidae. Nazwa Protosuchus oznacza „pierwszy krokodyl” i odnosi się do faktu, że jest to jedno z najwcześniejszych zwierząt zaliczanych do Crocodylia sensu lato, odpowiadających Crocodyliformes.

## Morfologia
Protozuch był niewielkim zwierzęciem – osiągał długość około 1 m. Miał średnich rozmiarów opancerzony tułów. Płytki kostne umieszczone były w kilku rzędach, zaś ogon był całkowicie opancerzony. Głowa protozucha była krótka i miała średniej wielkości okno nadoczodołowe. Oczodoły duże i umieszczone po bokach głowy. Nos spiczasty. Podniebienie znajdowało się stosunkowo blisko przodu szczęk. Zęby lekko stożkowate, osadzone – jak u wszystkich archozaurów – w zębodołach. Czaszki wszystkich trzech gatunków rodzaju Protosuchus były do siebie podobne Kość krucza wydłużona i porowata. Nadgarstek zredukowany do zaledwie dwóch długich kości. Kończyny były podobne do tych u współczesnych krokodyli, lecz dłuższe i ustawione w pozycji bardziej pionowej. Piąty palec stopy szczątkowy.

## Klasyfikacja
Dla nowo nazwanego rodzaju Protosuchus Barnum Brown utworzył nową rodzinę Protosuchidae. W 1945 Alfred Romer użył określenia Notochampsidae dla rodziny obejmującej rodzaje Protosuchus, Notochampsa, Erythrochampsa i Pedeticosaurus. Wybór nazwy Notochampsidae na określenie tej rodziny okazał się jednak niefortunny, odkąd pokrewieństwo Notochampsa zaczęło być kwestionowane (sugerowano, że może należeć do grupy Pseudosuchia). Notochampsa prawdopodobnie jednak była przedstawicielem Protosuchia i niewątpliwie był nim również protozuch, więc preferowaną nazwą dla rodziny wczesnojurajskich krokodyli – obejmującej rodzaje Protosuchus, Erythrochampsa i Notochampsa – jest Protosuchidae. W niektórych klasyfikacjach do Protosuchidae włączane są również Dianosuchus, Stegomosuchus, Tagarosuchus i Hemiprotosuchus.

## Historia odkryć
Pierwsze skamieniałości protozucha zostały odkryte przez Browna w 1931 roku w odległości około 18 km na północny wschód od miasta Cameron w Arizonie. Pochodziły one z pogranicza warstw triasowych i jurajskich formacji Moenave – Brown skłaniał się ku hipotezie, że są one z triasu, jednak późniejsze badania wykazały, że pochodzą z wczesnej jury, najprawdopodobniej z hettangu. Na podstawie niemal kompletnego szkieletu Brown opisał w 1933 roku odkryte przez siebie zwierzę pod nazwą Archaeosuchus richardsoni. Nazwa rodzajowa oznaczała „pradawny krokodyl”, zaś epitet gatunkowy honorował Huberta Richardsona, przyjaciela Browna, który pomógł mu w organizacji wykopalisk w Cameron. Brown nie zauważył jednak, że nazwa Archaeosuchus nadana została już rodzajowi teriodonta opisanego w 1905 roku przez Roberta Brooma, dlatego też rok później przemianował Archaeosuchus richardsoni na Protosuchus richardsoni. Później opisano również dwa inne gatunki – P. haughtoni z osadów w Republice Południowej Afryki oraz P. micmac z Nowej Szkocji.